# Pínakes de Penteskouphia

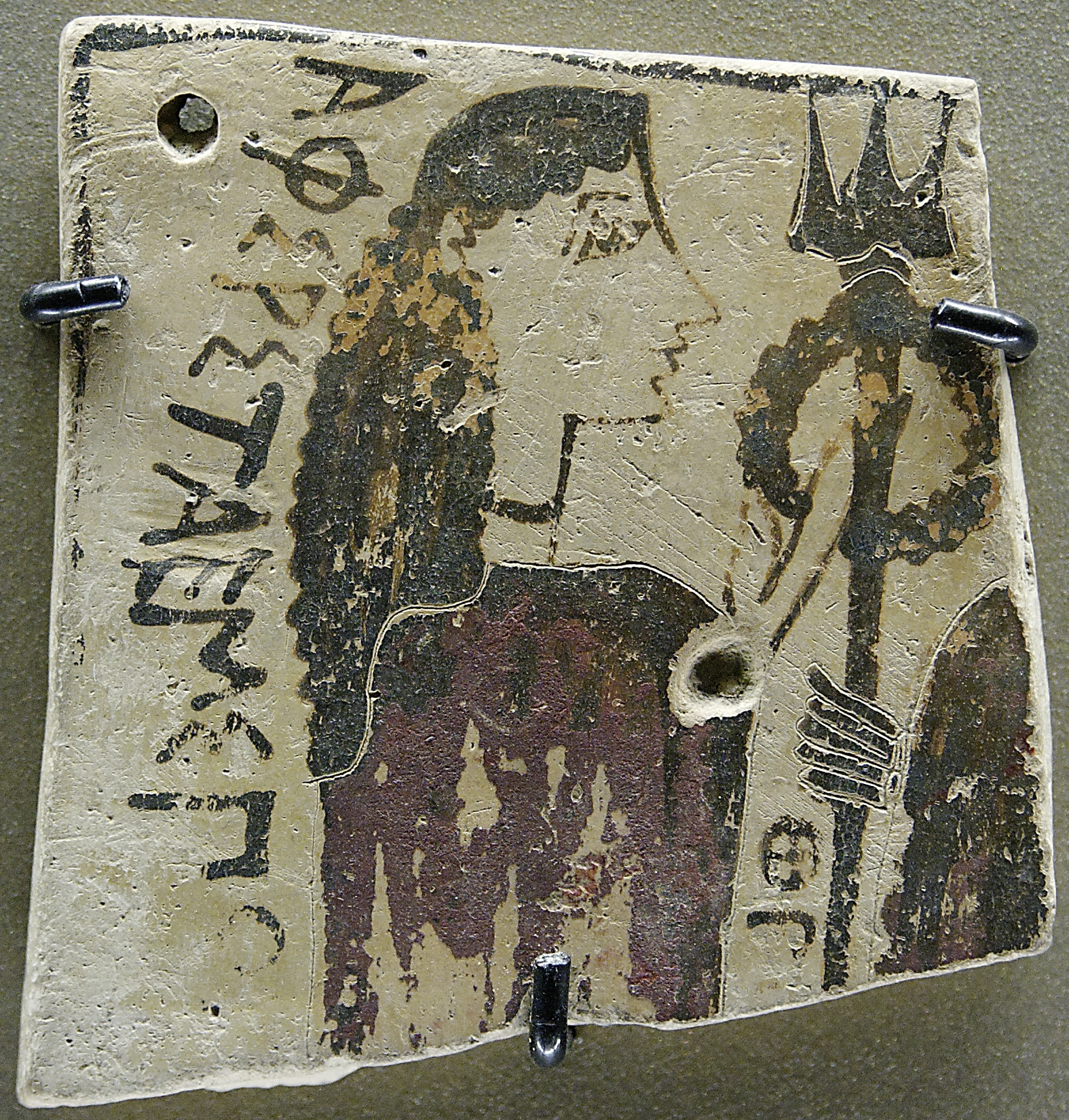
Representació d'Amfítrite. Museu del Louvre. París

Els pínakes (gr.: Πίνακες) de Penteskouphia són un conjunt de pintures sobre tauletes de ceràmica amb inscripcions votives que reben el seu nom de la localitat de Penteskoufia, a la regió de Corint, on varen ser trobades. Les tauletes són de dimensions petites, i tenen unes mides entre 6-8 cm, tant d'alçada com d'amplada. Aquests pínakes varen ser descoberts al voltant del 1879 en una excavació clandestina duta a terme per pagesos a Penteskouphia, un turó situat a 1.200 metres al sud-oest de l'antiga Corint. Els fragments trobats van ser venuts il·legalment a Atenes i molts d'aquests van acabar al Museu Antikensammlung de Berlín, on es troben actualment. També n'hi ha alguns exemplars molt ben conservats al Museu del Louvre de París. Aquestes peces han estat datades, d'acord amb criteris lingüístics i gràfics, entre el 650 i el 525 aC.

## Pintures
Es poden diferenciar molts tipus de pínakes quant al seu contingut pictòric, ja que les tauletes estan pintades per ambdues cares amb motius diversos. Sovint, en la cara principal, s'hi representen figures divines, entre les quals destaquen Posidó i Amfítrite, que solen anar acompanyades d'inscripcions; en el revers, abunden les escenes de la vida quotidiana, sobretot de l'àmbit del treball. També hi ha representacions d'escenes familiars corínties. El pas del temps ha fet que els pínakes ens hagin arribat molt fragmentats i moltes inscripcions estan incompletes.

## Inscripcions de Posidó i Amfítrite
Un gran nombre d'inscripcions estan dedicades a Posidó i Amfítrite i són un testimoni de primera mà del culte que ambdues divinitats rebien en aquesta localitat. Vet aquí alguns exemples significatius (en la línia a es pot llegir el text original en dialecte corinti i alfabet epicòric; en la línia b, el text en dialecte i alfabet àtic i, en la línia c, la traducció):
- a. Ποτֿεδαִα[ν]. Σֿιμίον μ' ἀνέθ<ֿε>κε Ποτֿεδֿαϝֿον[ιϝά][4] ִִνִακτι.[5]
- b. Ποσειδῶν. Σιμίων μ’ἀνέθηκε Ποσειδῶνι ἄνακτι.
- c. Posidó. Simió em va consagrar al sobirà Posidó.

- a. Ποτειδνᾱ. Άνφιτρῑτᾱ.[6]
- b. Ποσειδῶν. Άμφιτρίτη.
- c. Posidó. Amfítrite.

- a. Ά(μ)φι(τ)ρῑτᾱ ֿεμὶ Ποτֿε[δᾱϝōνος ἄϘοιτις].[5]
- b. Άμφιτρίτη εἰμί Ποσειδῶνος ἄκοιτις.
- c. Jo, Amfítrite, sóc l'esposa de Posidó.

- a. [Φλέ][7] βōν μ’ἀνέθֿεκε Ποτֿεδᾶ[8] νι Fάνακ[τι].
- b. Φλεβῶν μ’ἀνέθηκε Ποσειδῶνι ἄνακτι.
- c. Flebó em va consagrar al sobirà Posidó.

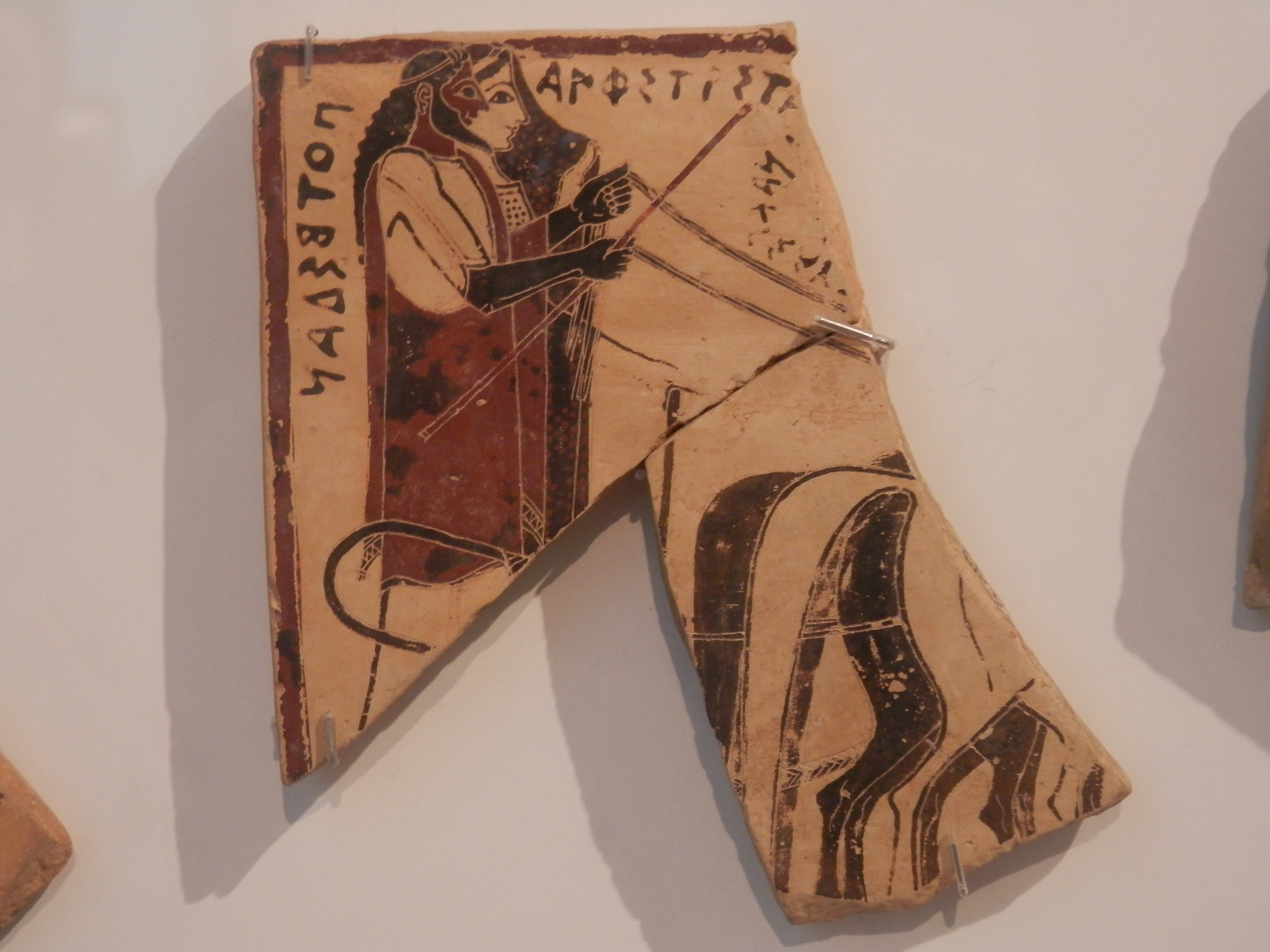
Representació de Posidó i Amfítrite. Museu Antikensammlung de Berlín

- a. Άνέθֿεκε τôι Ποτֿεδᾶνι.[9]
- b. Άνέθηκε τῷ Ποσειδῶνι.
- c. Em va consagrar a Posidó.

- a. Ποτֿεδᾱν.[10]
- b. Ποσειδῶν.
- c. Posidó.

- a. Ἀ(μ)φιτρֿετֿαν.[11]
- b. Άμφιτρίτην.
- c. Amfítrite.

- a. Ποτֿεδֿαν δ’ֿεμὶ.[12]
- b. Ποσειδῶν δ’εἰμί.
- c. Sóc Posidó.

## Culte de Posidó i Amfítrite
Posidó va ser venerat en aquesta localitat com una de les divinitats principals, probablement perquè, sent una ciutat costanera, que depenia del mar per sobreviure, necessitava el favor del déu.
Amfítrite, reina del mar, pertany al grup de les filles de Nereu i Doris, les anomenades Nereides, i dirigeix el cor de les seves germanes. En la mitologia, Amfítrite és l'esposa de Posidó i té el mateix paper que Hera i Persèfone al costat de Zeus i d'Hades, respectivament. També, el seu culte està estretament relacionat amb el de Posidó. En aquesta localitat, serà venerada per ser una divinitat del mar, com Posidó.
El conjunt d'aquestes tauletes aporta dades d'interès per al coneixement dels cultes locals en època arcaica, en particular del culte conjunt de Posidó i Amfítrite, però també és rellevant per a l'estudi de l'alfabet epicòric i del dialecte corinti, dialecte local.